# تماثيل الحقبة السوفيتية
تماثيل الحقبة السوفيتية هي فن التماثيل التي برزت بشكل بارز في فن الإتحاد السوفيتي. صُنعت عادةً بأسلوب الواقعية الاشتراكية، وكثيرًا ما كانت تصور قادة الدولة والحزب البارزين في الحزب الشيوعي، مثل جوزيف ستالين وفلاديمير لينين.

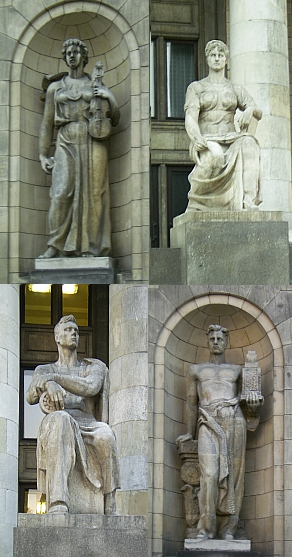
الرموز الاشتراكية المحيطة بقصر الثقافة والعلوم في بولندا.

كان بناء التماثيل الضخمة جزءًا أساسيًا من استراتيجية لينين المتمثلة في "الدعاية الضخمة" التي اقترحت استخدام الفن البصري لنشر الأفكار الثورية. تضمنت هذه الرمزية تماثيل أخرى كانت تصور شخصيات مجازية واقعية في الحركة، وتخطو مجازيًا للأمام نحو العصر السوفييتي الجديد، بالإضافة إلى نماذج سوفياتية، مثل نورخون يولداشيفا.
تم إنتاج تماثيل للشخصيات الاشتراكية البارزة (وخاصة لينين) بكميات كبيرة وتم تركيبها في القرى والبلدات والمدن في جميع أنحاء الاتحاد السوفيتي. وبعد الحرب العالمية الثانية، في الدول الاشتراكية في الكتلة الشرقية (مجموعة من الدول الشيوعية في أوروبا الوسطى والشرقية الواقعة تحت سيطرة الاتحاد السوفيتي خلال فترة الحرب الباردة) أنتجت بالمثل عددًا كبيرًا من التماثيل.

## إزالة التماثيل السوفيتية

### اجتثاث الستالينية
بعد وفاة يوسف ستالين عام 1953، بدأ خليفته نيكيتا خروتشوف في تخفيف السياسات لحكومة ستالين في فترة عرفت باسم ذوبان خروتشوف. وبلغ هذا ذروته في خطاب خروتشوف السري عام 1956 الذي يدين فيه الستالينية. تمت إزالة التماثيل التي تمثل تقديس شخصية ستالين لاحقًا من معظم الأماكن العامة في الاتحاد السوفيتي والدول التابعة له كجزء من عملية "اجتثاث الستالينية".
تم تدمير التمثال الوحيد لستالين في بودابست في المجر، من قبل المواطنين خلال الثورة المجرية عام 1956؛ لم يتم إجراء أي بديل على الإطلاق.

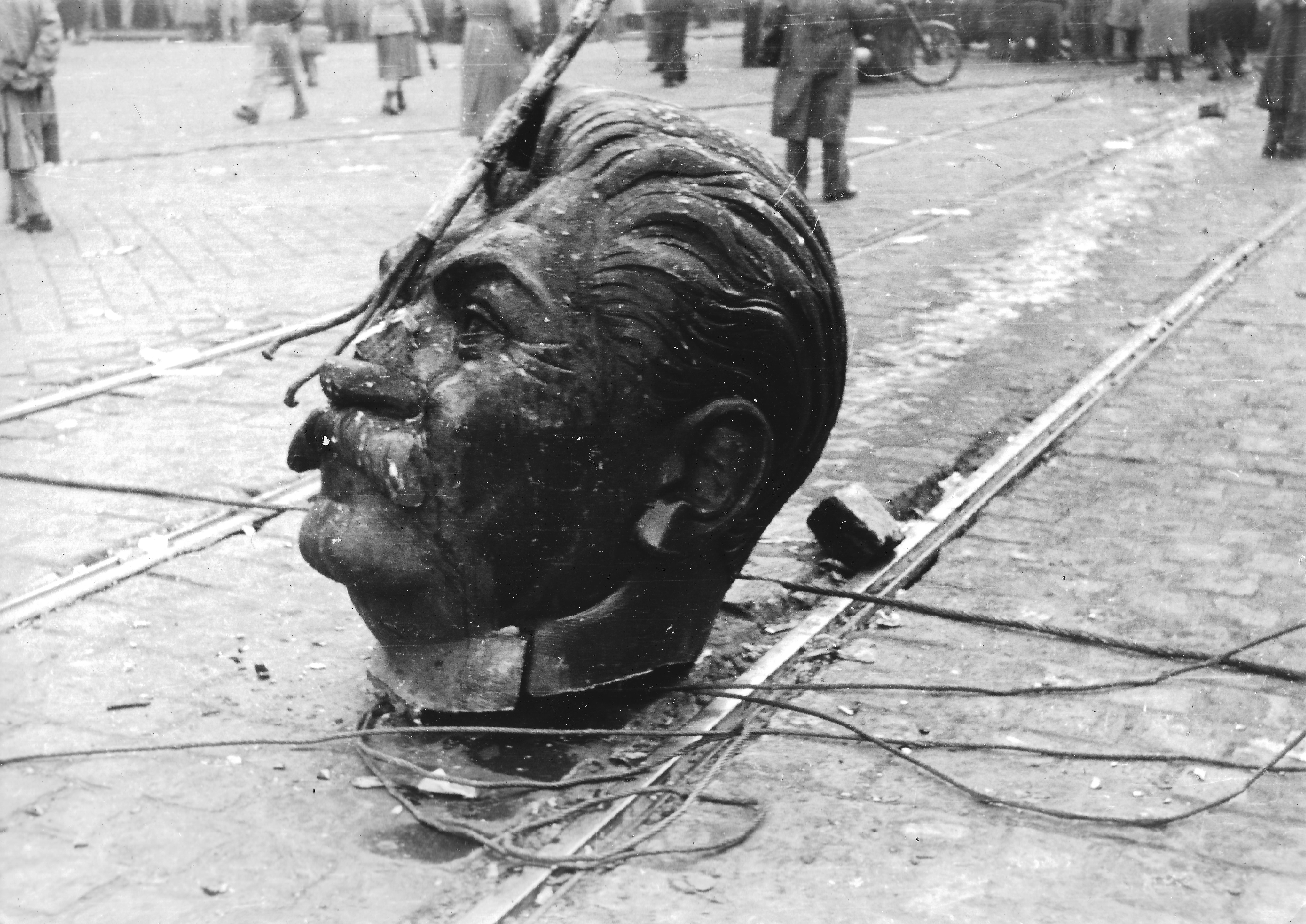
رأس تمثال ستالين الذي تعرض لأضرار بالغة يجلس في جراند بوليفارد في المجر بودابست.

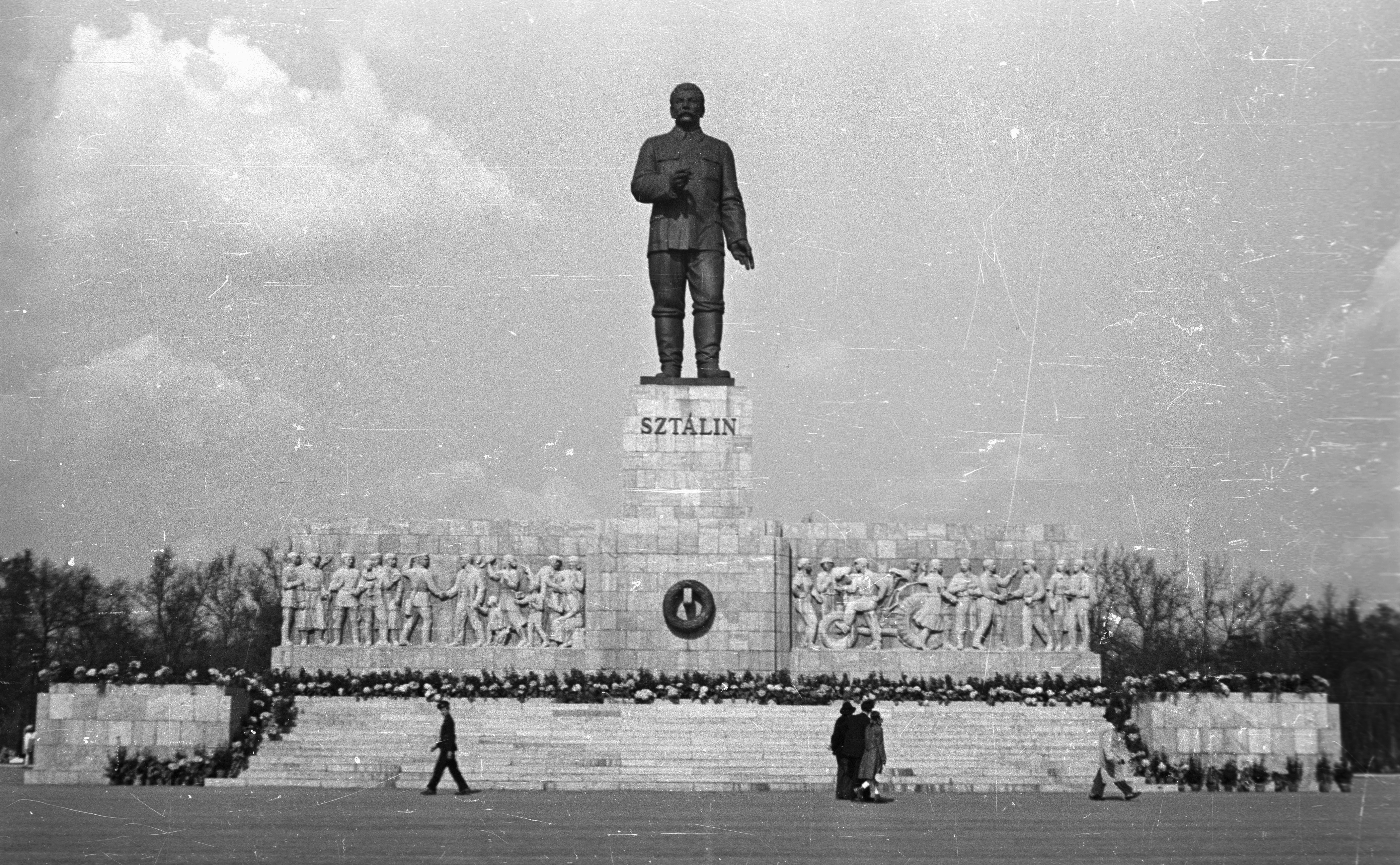
تمثال يوسف ستالين في بودابست، المجر

### ما بعد تفكك الاتحاد السوفيتي
منذ ثورات 1989 وتفكك الاتحاد السوفيتي في عام 1991، تمت إزالة التماثيل والآثار التي تعود إلى الحقبة السوفيتية من العديد من الأماكن العامة، إما تدميرها، أو نقلها إلى مواقع أقل شهرة، أو بيعها في بعض الحالات لهواة جمع التحف من القطاع الخاص. أصبحت تماثيل الحقبة السوفييتية موضوعًا للنقاش حول إرث الحقبة الشيوعية في الكثير من دول الكتلة الشرقية السابقة، حتى أنها في بعض البلدان تم حظرها بموجب قوانين اجتثاث الشيوعية.
تمت إزالة العديد من التماثيل البارزة في دول الكتلة الشرقية في أعقاب انهيار حكوماتها الاشتراكية مباشرة. تشمل الأمثلة البارزة النصب التذكاري لفيليكس دزيرجينسكي في موسكو، ونصب لينين التذكاري في برلين الشرقية.

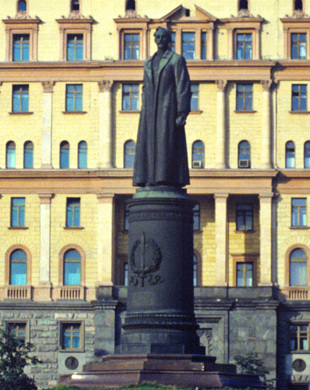
النصب التذكاري لفيليكس دزيرجينسكي في العاصمة موسكو

تمثال لينين الذي تم تركيبه في بوبراد في تشيكوسلوفاكيا قبل وقت قصير من الثورة المخملية، تم شراؤه من قبل لويس كاربنتر، مدرس اللغة الإنجليزية الأمريكي الذي يعمل في بوبراد. في عام 1993 تم شحن التمثال إلى سياتل في واشنطن في الولايات المتحدة حيث لا يزال قائما حتى يومنا هذا.

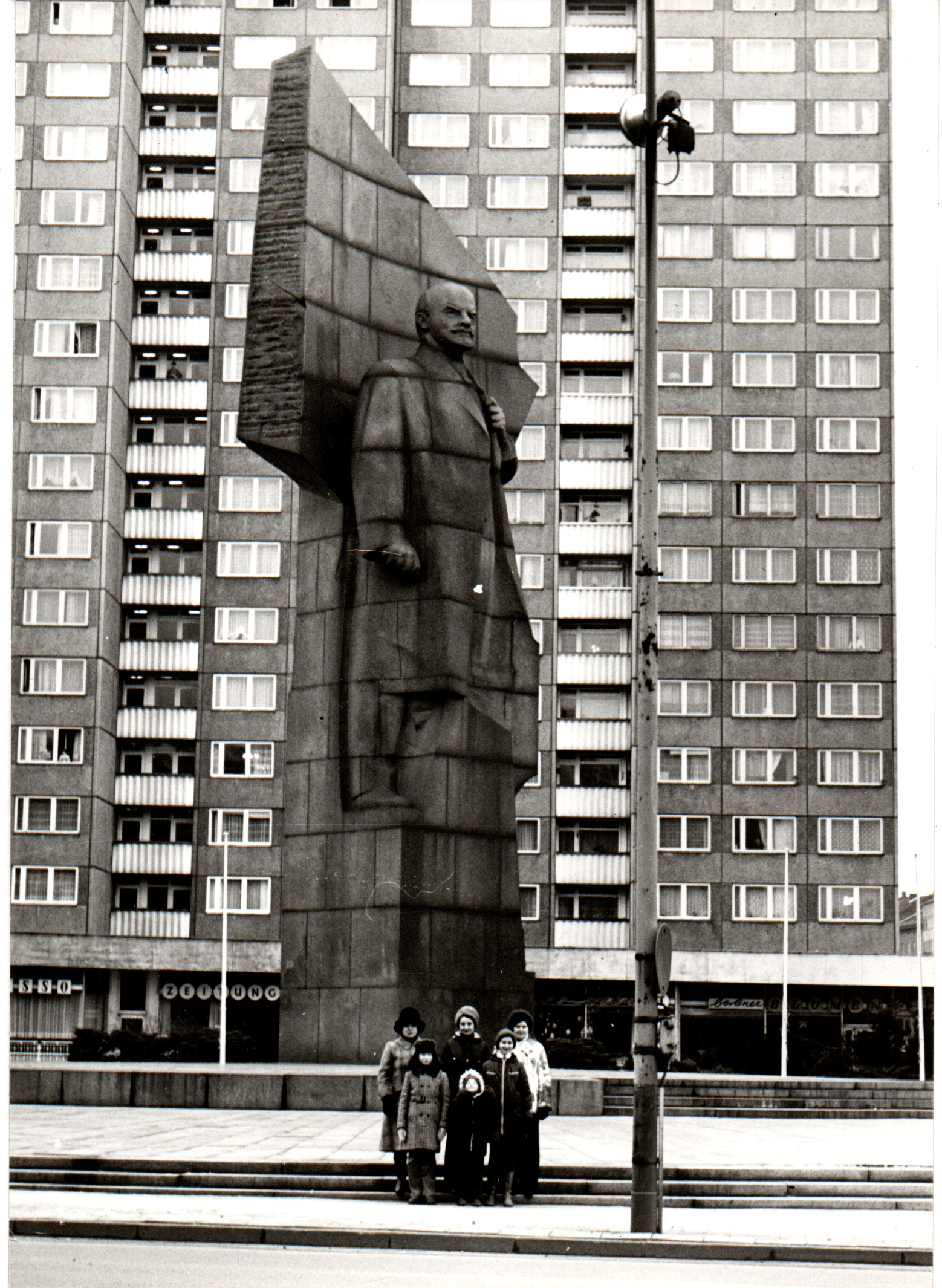
تمثال فلاديمير لينين في برلين الشرقية عام 1982

تم إنشاء العديد من "حدائق النحت" في دول ما بعد تفكك الاتحاد السوفيتي لعرض تماثيل العصر الشيوعي في بيئة المتحف:
توجد حديقة التماثيل السوفيتية (حديقة غروتاس، التي يتم الترويج لها للسياح باسم عالم ستالين) في ليتوانيا.
يوجد في حديقة موزون للفنون في الهواء الطلق في موسكو، روسيا أكثر من 600 تمثال من الحقبة السوفيتية.
في متحف الفن الاشتراكي في بلغاريا متنزه للتماثيل السوفيتية.
يعرض متحف حديقة التمثال في حديقة ميمنتو في بودابست بالمجر منحوتات من العصر الشيوعي بين عامي 1945 و1989.

#### أوكرانيا
شهدت احتجاجات في الميدان الأوروبي في أوكرانيا موجة من تدمير المعالم الأثرية التي تعود إلى الحقبة السوفيتية على يد المتظاهرين. ومن الأمثلة البارزة على ذلك نصب فلاديمير لينين التذكاري في كيي في عام 2013، والذي عارض تدميره من قبل القوميين المتطرفين غالبية سكان كييف. كما تم إسقاط تمثال لينين في خاركيف (وهو أكبر تمثال للينين في أوكرانيا) في عام 2014 اطاح من قبل المتظاهرين بما في ذلك أعضاء كتيبة آزوف.

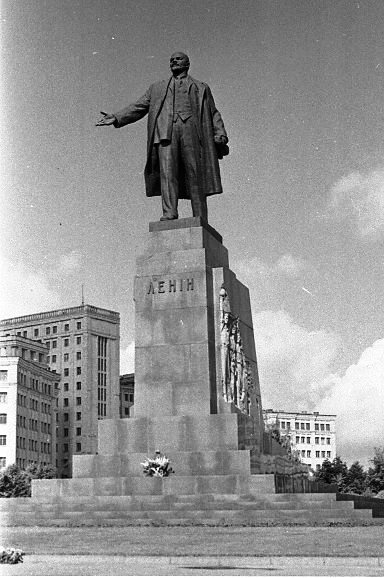
فلاديمير لينين في خاركيف أكبر تمثال لهُ في أوكرانيا

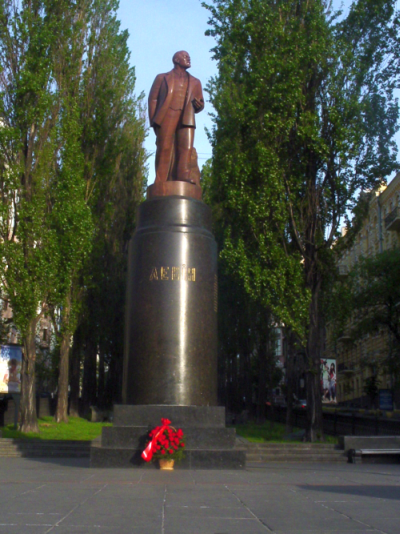
تمثال فلاديمير لينين في عاصمة أوكرانيا كييف

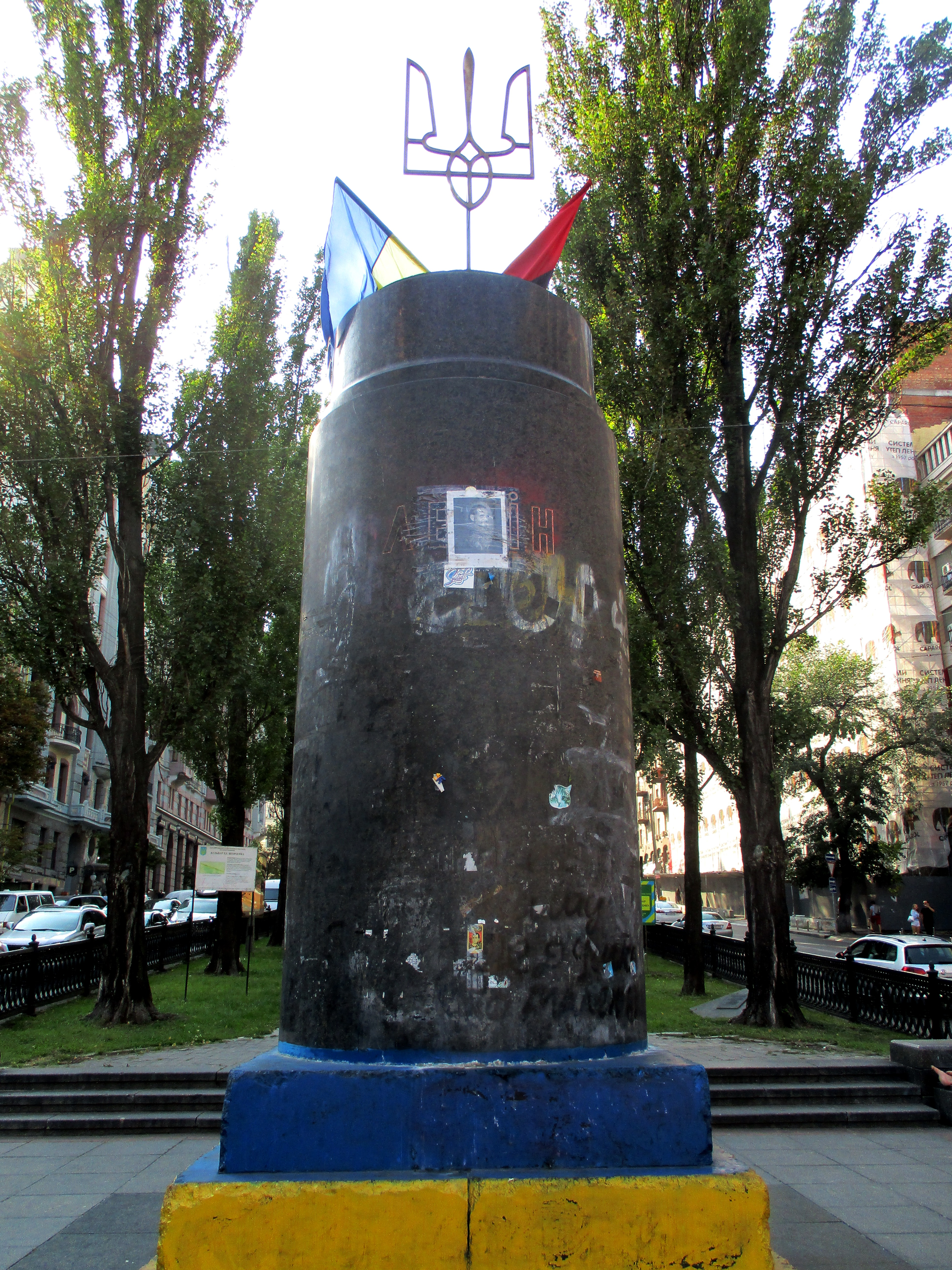
شعار النبالة لأوكرانيا في مكان النصب التذكاري المدمر للينين في

في عام 2015، وافق الرئيس الأوكراني بيترو بوروشينكو لقوانين التي تقضي بإزالة جميع الرموز الاشتراكية في الأماكن العامة، باستثناء النصب التذكارية للحرب العالمية الثانية. اعتبارًا من عام 2016، تمت إزالة 1320 نصبًا تذكاريًا للينين و1069 نصبًا تذكاريًا لشخصيات اشتراكية أخرى، وكانت آخر الآثار المتبقية إما داخل المنطقة المستبعدة تشيرنوبيل أو في المناطق الخاضعة للاحتلال الروسي.
في أغسطس 2023، وفي خضم الحرب الروسية الأوكرانية، تم استبدال شعار الدولة السوفيتية الموجود على درع النصب التذكاري الأم أوكرانيا بشعار ترايدنت الأوكراني.

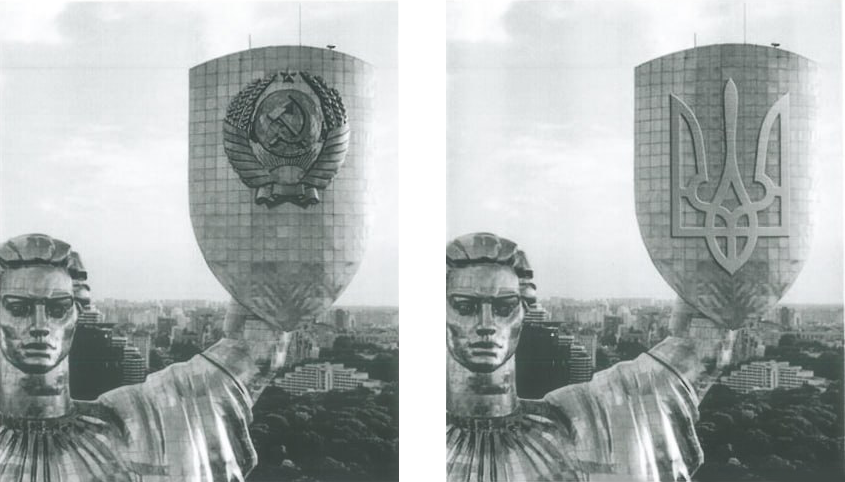
اقتراح تغيير لنصب الام أوكرانيا في كييف

## المعرض

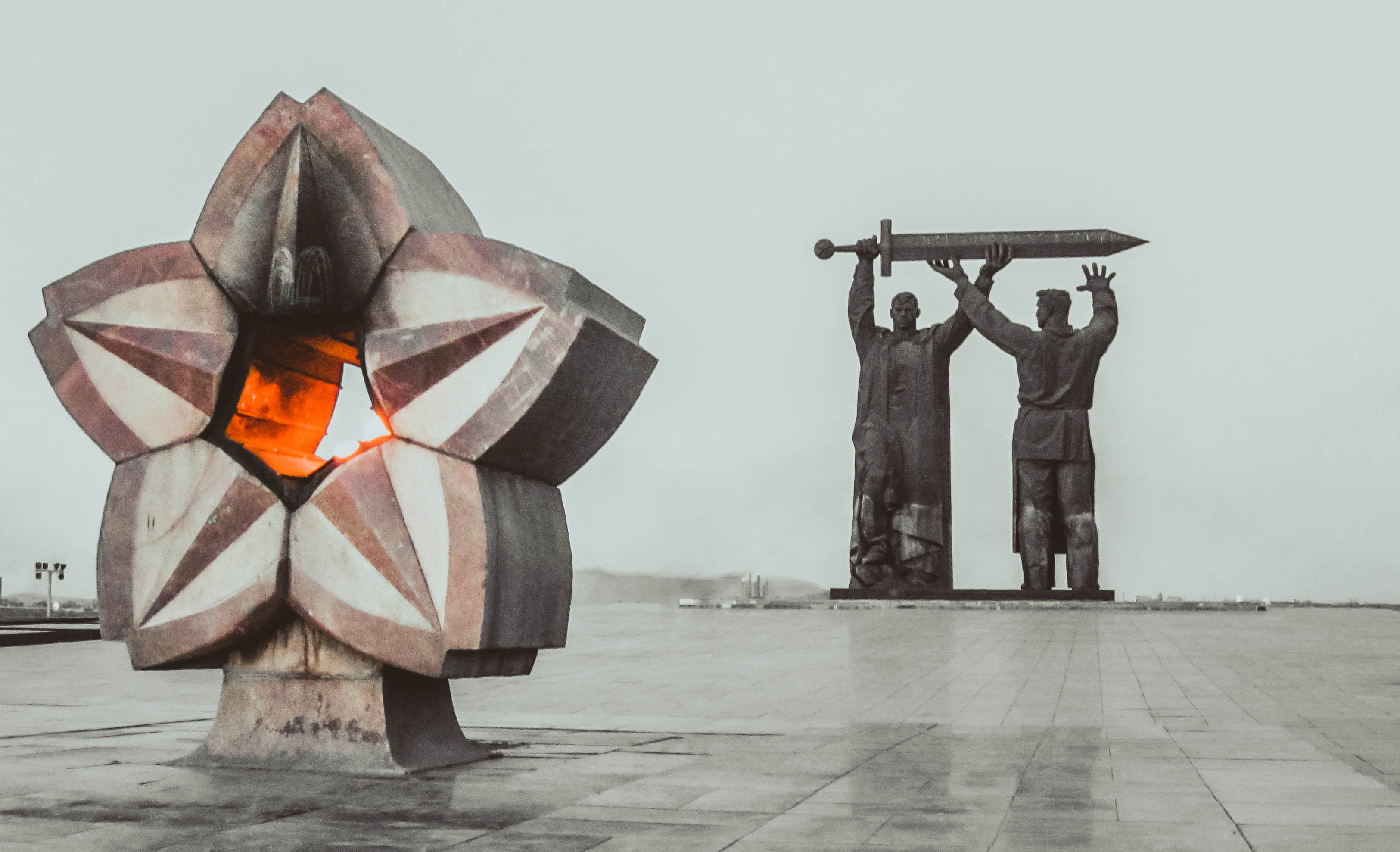
النصب التذكاري (الأمام و الخلف) في مغنيتاغورسك، روسيا.
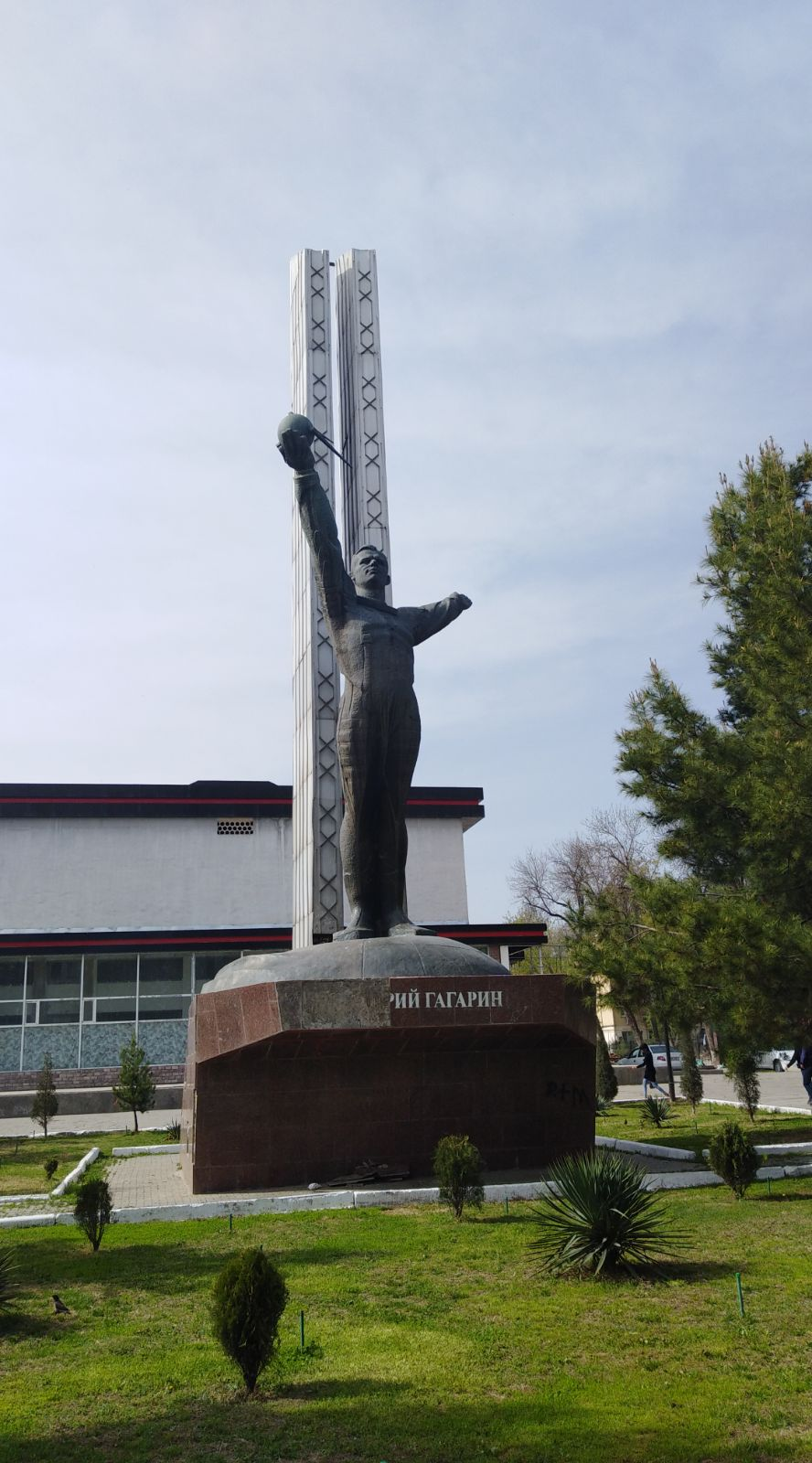
تمثال يوري جاجارين في طشقند، أوزبكستان.
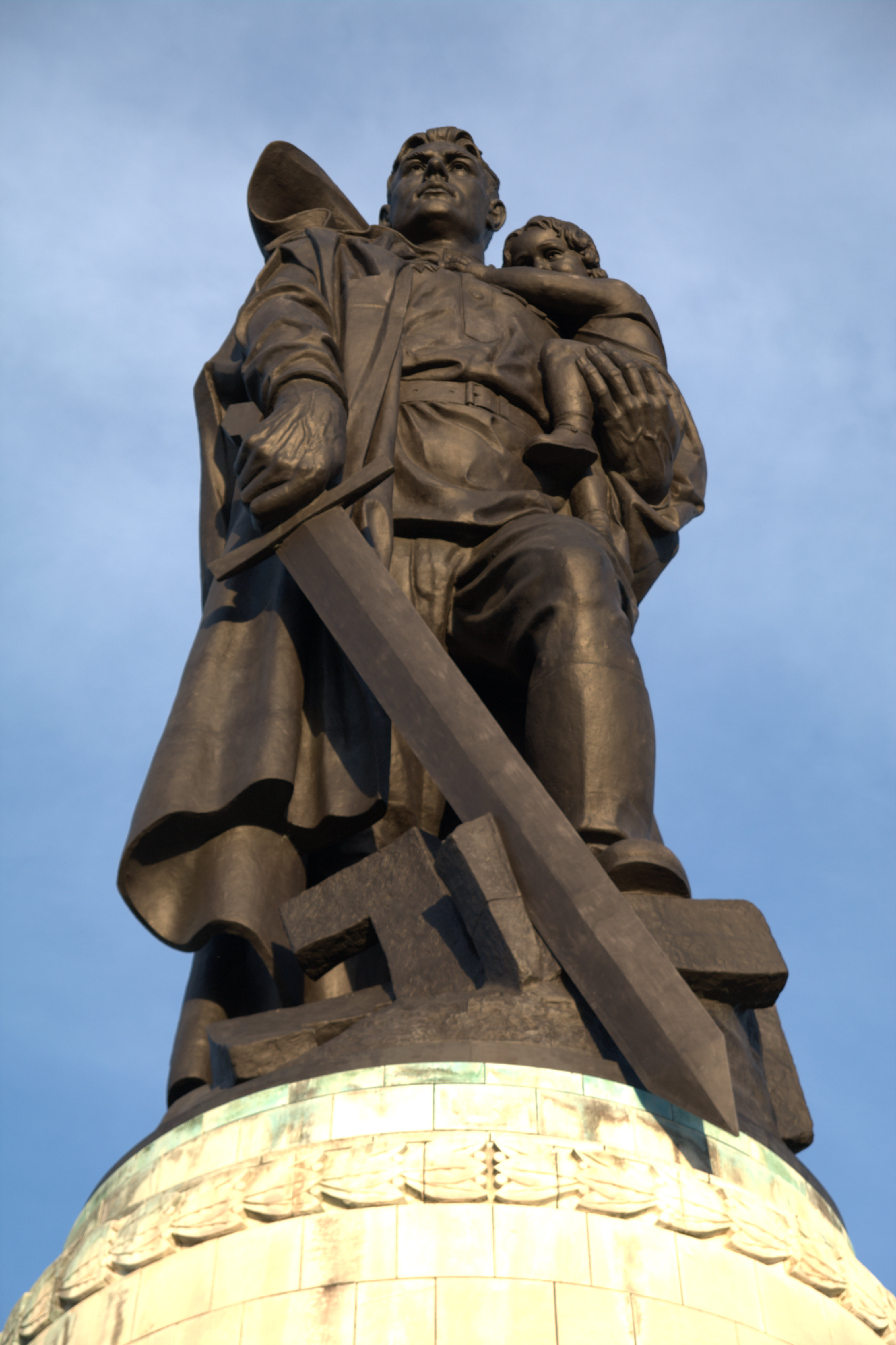
تمثال "المحارب المحرر" في ذكرى الحرب السوفيتية في حديقة تريبتور، برلين.
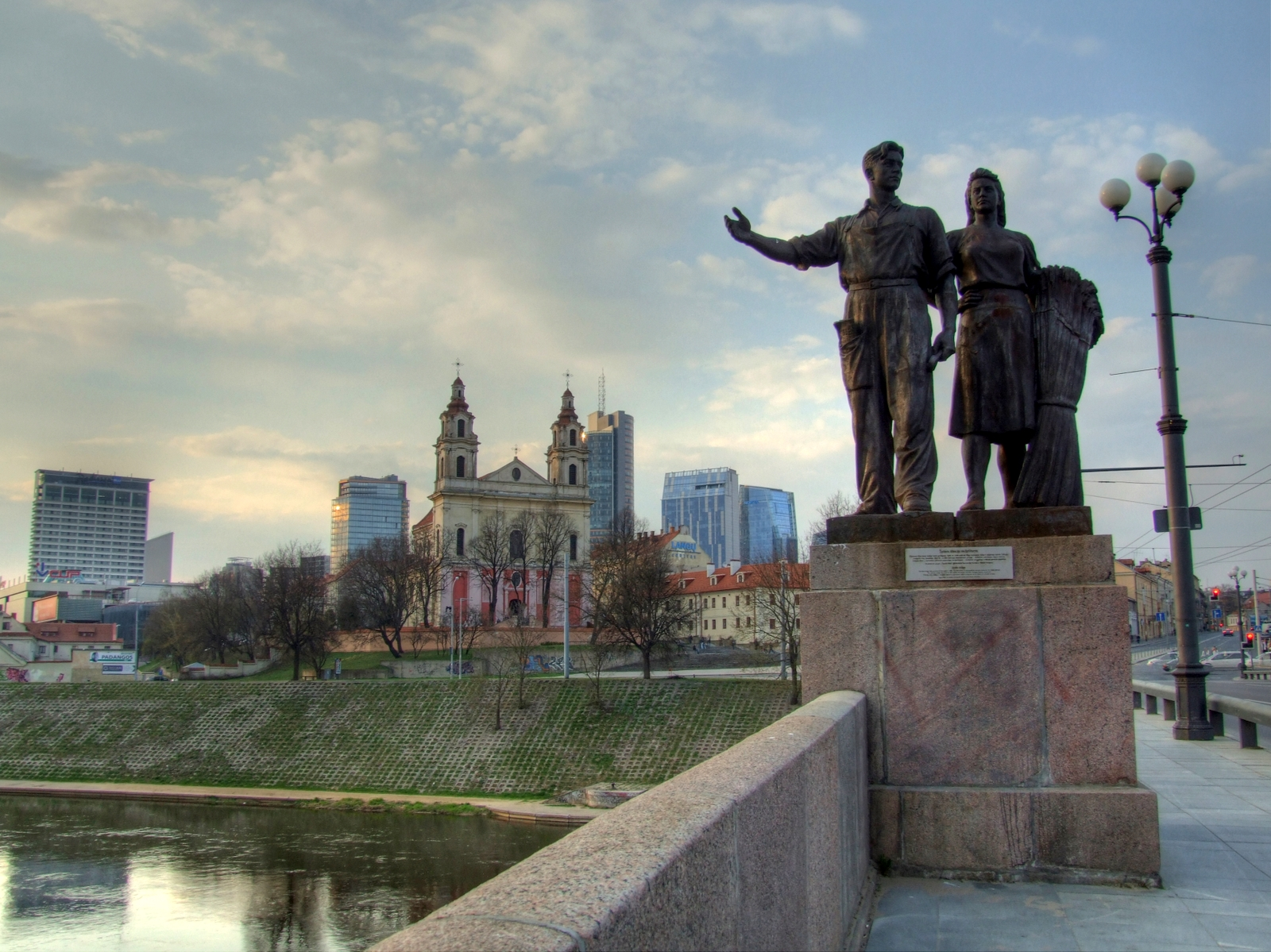
تمثال مجازي للعمال على الجسر الأخضر (فيلنيوس)، تمت إزالته في عام 2015.
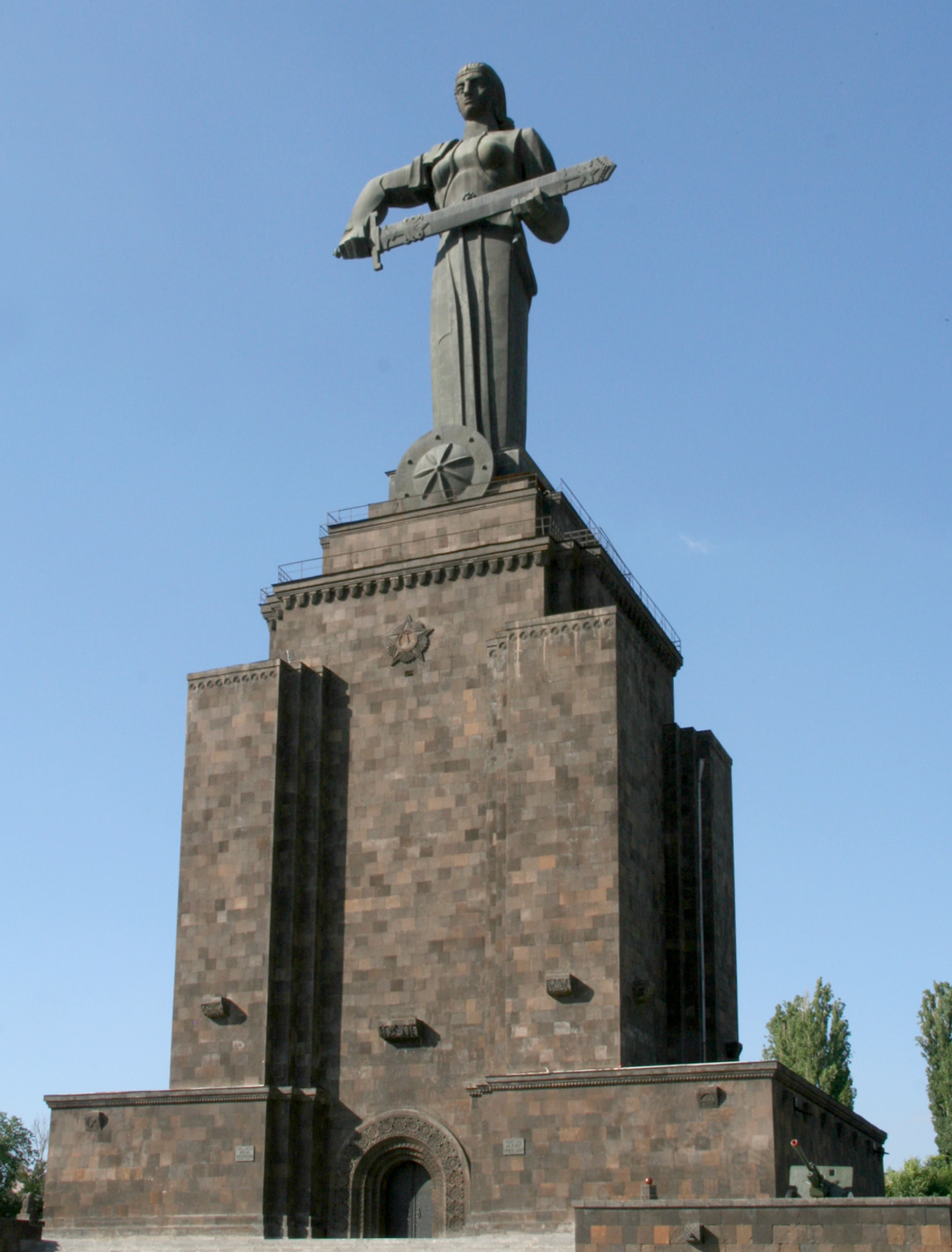
تمثال الأم أرمينيا في يريفان والذي حل محل تمثال سابق لستالين في عام 1962.
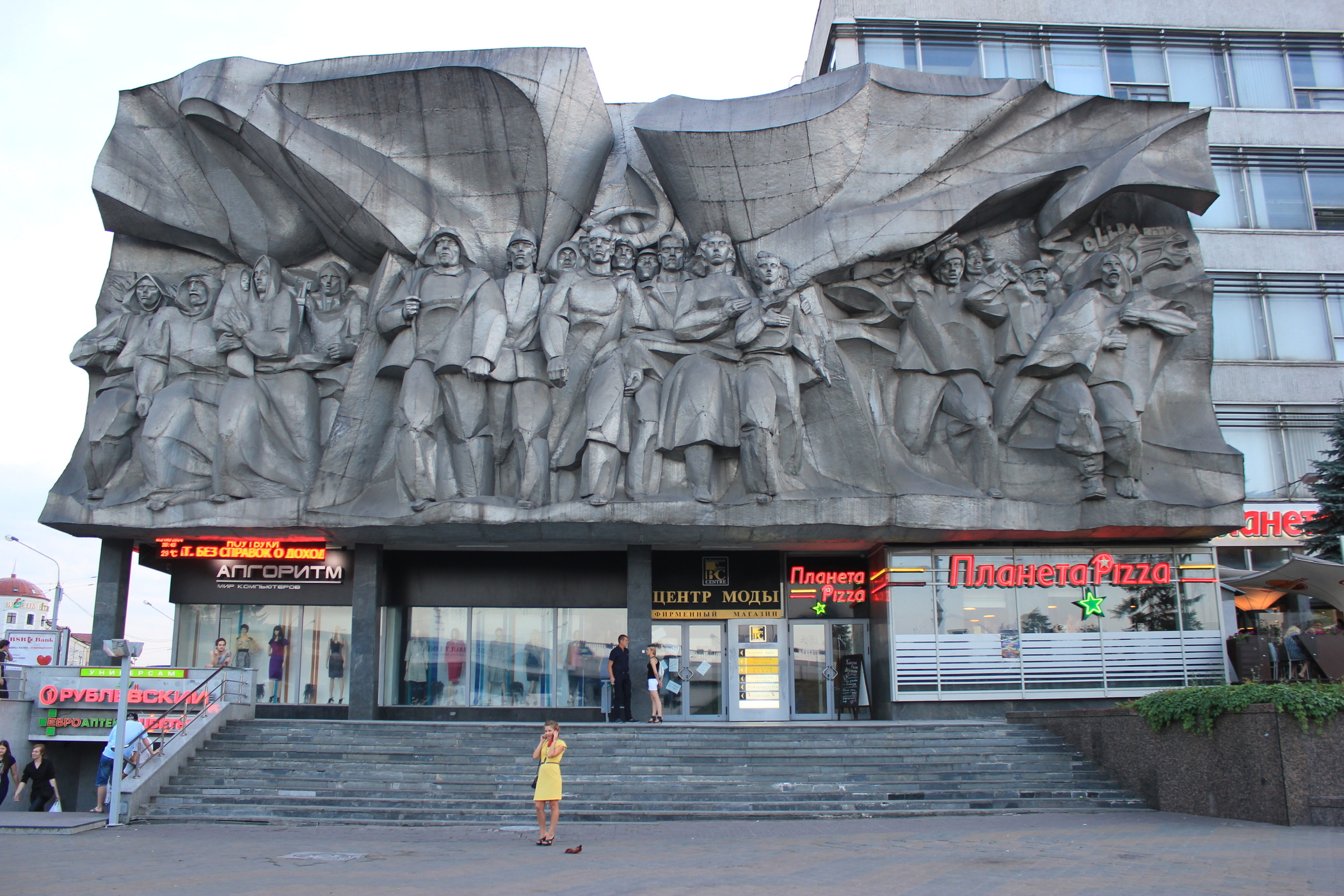
نحت بارز في مينسك، بيلاروسيا.
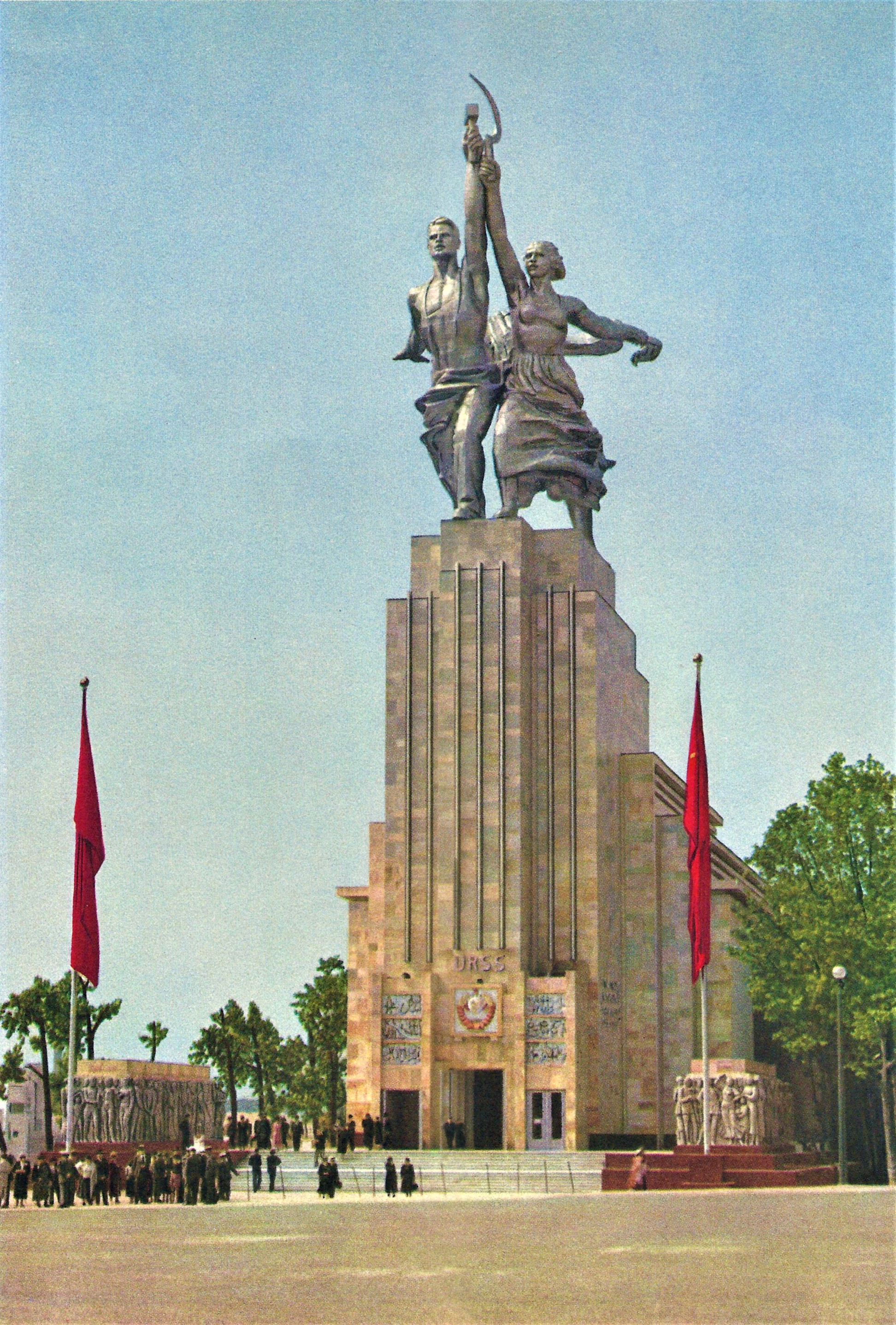
تمثال العامل والمزارعة في الجناح السوفيتي معرض باريس الدولي (1937).
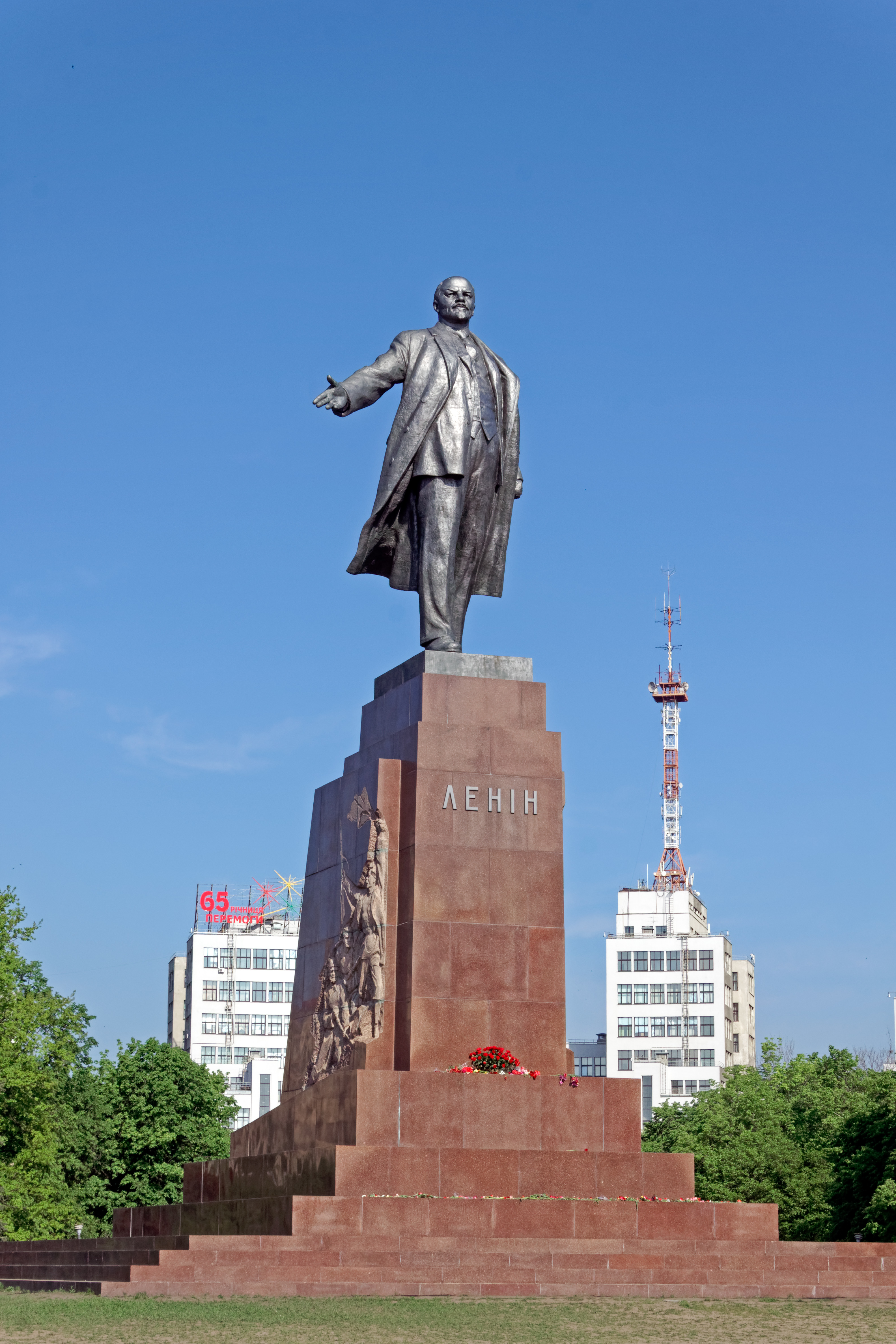
تمثال فلاديمير لينين في خاركيف، أوكرانيا. أطاح به المتظاهرون القوميون في عام 2014.
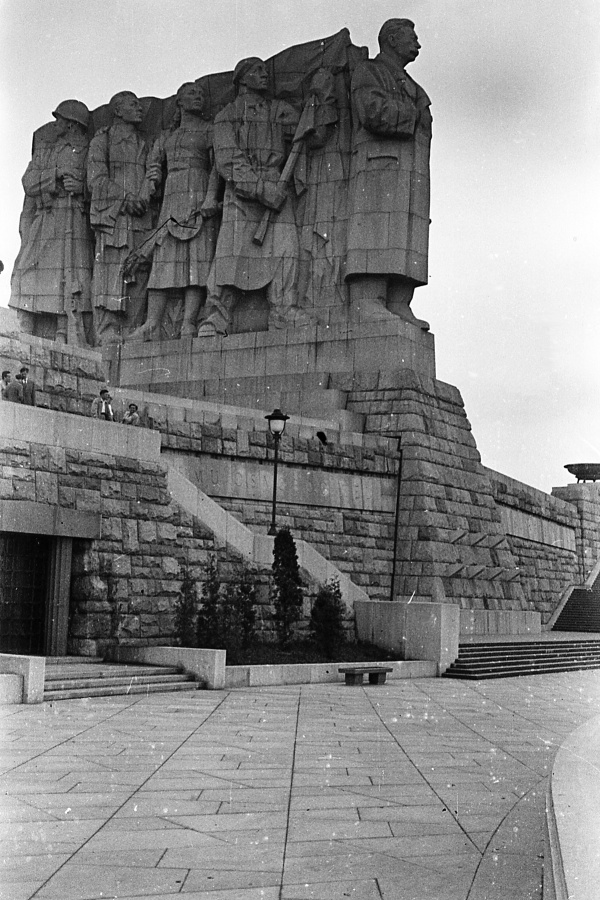
نصب ستالين التذكاري في براغ، تشيكوسلوفاكيا. هدم في عام 1962.
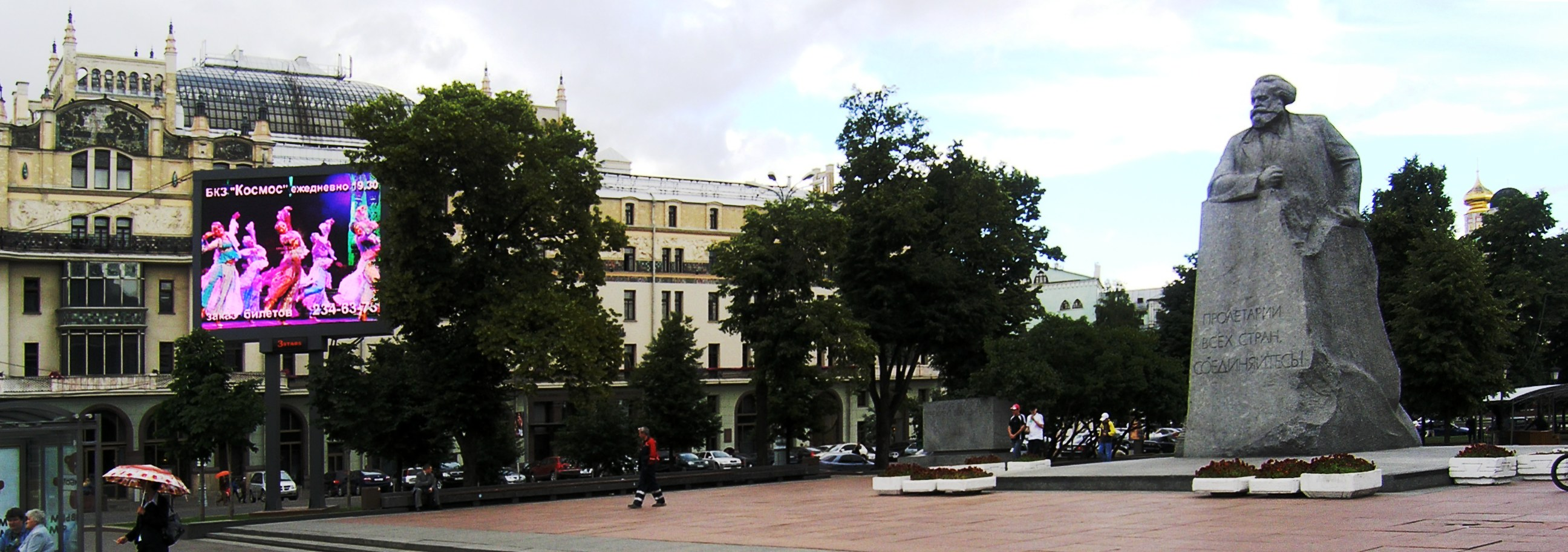
تمثال كارل ماركس في موسكو في روسيا